# Geert Wilders

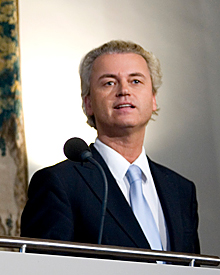
Geert Wilders

Geert Wilders (Venlo, 1963. szeptember 6. –) holland euroszkeptikus, iszlámellenes politikus, az ország legnagyobb pártjának, a Szabadságpártnak vezetője. Wilders 2012-ben Hollandia gazdasági nehézségeinek hatására belpolitikai válságot idézett elő döntésével, hogy megvonta támogatását Mark Rutte miniszterelnök első kisebbségi kormánykoalíciójától. A 2010-ben alakult koalíció csak a Szabadságpárt támogatási szerződésével tudott létrejönni, hiszen Hollandiában jellemzően nagy a koalíciókényszer. A támogatási együttműködés megvonásának hatására előrehozott választásokat kellett kiírni, mely során Wilders és pártja megbukott. A 2023-as választásokon az ország legerősebb pártja lett a Szabadságpárt, 37 széket elnyerve a képviselőházban.
2022. augusztus 20-án a miniszterelnök javaslatára A Magyar Érdemrend középkeresztje kitüntetést kapta.

## Politikai nézetek: EU-ellenesség
Wilders híresen ellenséges az Európai Unióval szemben. 2012-es októberi kampánya az „Ő Brüsszelük, a mi Hollandiánk” címet viselte, a nagy összegűnek tartott holland befizetéseket megelégelve marasztalta el a Közösséget. A választások során Wilders és a Szabadságpárt a várakozásokon alul teljesített, utat engedve egy újabb Rutte-kormány megalakulásának és a holland euroszkepticizmus bukásának. A politikus nem hagyta szó nélkül az EU Nobel-békedíját sem. Véleménye szerint a díj nem a Közösség munkájának elismerése, hanem a válság egy lehetséges ellensúlya. Herman Van Rompuy számára egy interjúban gúnyosan Oscar-díjat javasolt.

## Vallási nézetek: iszlámellenesség
Wilders iszlámellenessége szintén köztudott Hollandiában. A politikus többször kritizálta az iszlám vallást, szerinte ha a muszlimok Hollandiában szeretnének maradni, a Korán legalább felét el kéne tüntetni, annyira borzalmas dolgokat tartalmaz. A politikus 2007-ben nyílt levélben kérte a könyv betiltását, és Adolf Hitler Mein Kampf című művéhez hasonlította. Wilders szintén megsértette a holland muszlim közösséget, amikor Mohamed prófétát az Ördögnek nevezte. Iszlámellenessége erős bevándorlóellenességgel párosul, hiszen többször kezdeményezte, hogy a bevándorlóknak fizetni kellene azért, hogy hagyják el Hollandiát.

## Magánélet
Geert Wilders felesége a magyar származású Márfai Krisztina. A pár 1992-ben házasodott össze, gyermekük nem született.